# Mimocorycella anna
Mimocorycella anna is een eenoogkreeftjessoort uit de familie van de Corycaeidae. De wetenschappelijke naam van de soort is voor het eerst geldig gepubliceerd in 1929 door Rose.